# Port lotniczy Batam-Hang Nadim
Port lotniczy Batam-Hang Nadim (indonez. Bandara Hang Nadim) – międzynarodowy port lotniczy na wyspie Batam koło miasta Batam, w Indonezji. Najnowocześniejszy port lotniczy Indonezji.

## Linie lotnicze i połączenia

### Krajowe
- Adam Air (Dżakarta, Surabaja)
- AirAsia
  - Indonesia AirAsia (Dżakarta)
- Batavia Air (Dżakarta)
- Garuda Indonesia (Dżakarta, Surabaja)
  - Citilink (Bandung, Medan, Dżakarta, Pekanbaru, Surabaja)
- Kartika Airlines (Dżakarta, Medan)
- Lion Air (Dżakarta, Pekanbaru)
- Mandala Airlines (Dżakarta, Jambi, Padang, Surabaja)
- Merpati Nusantara Airlines (Bandung, Padang, Palembang, Pekanbaru)
- Riau Airlines (Dumai, Jambi, Natuna, Pangkalpinang, Pekanbaru)
- Sriwijaya (Dżakarta, Medan)

### Międzynarodowe
- AirAsia (Kuala Lumpur, Penang)
- Cathay Pacific (Hongkong)
- Garuda Indonesia (Kuala Lumpur)
- Kartika Airlines (Penang)
- Korean Air (Seul-Incheon)
- Malaysia Airlines (Kuala Lumpur)
- Riau Airlines (Johor Baharu)
- Royal Brunei Airlines (Bandar Seri Begawan)
- Thai Airways International (Bangkok-Suvarnabhumi)
- Vietnam Airlines (Ho Chi Minh)
- Viva Macau (Makau)